# Anastasia (Tochter Constantius’ I.)
Anastasia († nach 314) war als Mitglied der konstantinischen Dynastie – sie war eine Tochter des römischen Kaisers Constantius Chlorus und eine Halbschwester Konstantins des Großen – in der ersten Hälfte des 4. Jahrhunderts römische Kaiserin.
Anastasia stammte aus der Ehe Constantius’ I. mit Flavia Maximiana Theodora, einer Stieftochter Kaiser Maximians. Ihre Geschwister waren Julius Constantius, Flavius Dalmatius und Flavius Hannibalianus sowie Constantia und Eutropia. Konstantin stammte aus einer früheren Verbindung des Constantius mit Helena und war daher nur ihr Halbbruder. 313 oder 314 wurde Anastasia mit Bassianus verheiratet, den Konstantin bald darauf zum Unterkaiser (Caesar) designierte. Bassianus verriet Konstantin jedoch und wurde von diesem (spätestens) 316 hingerichtet. Nach Anastasia wurden Bäder in Konstantinopel, die Thermae Anastasianae, benannt.